# Final feliz

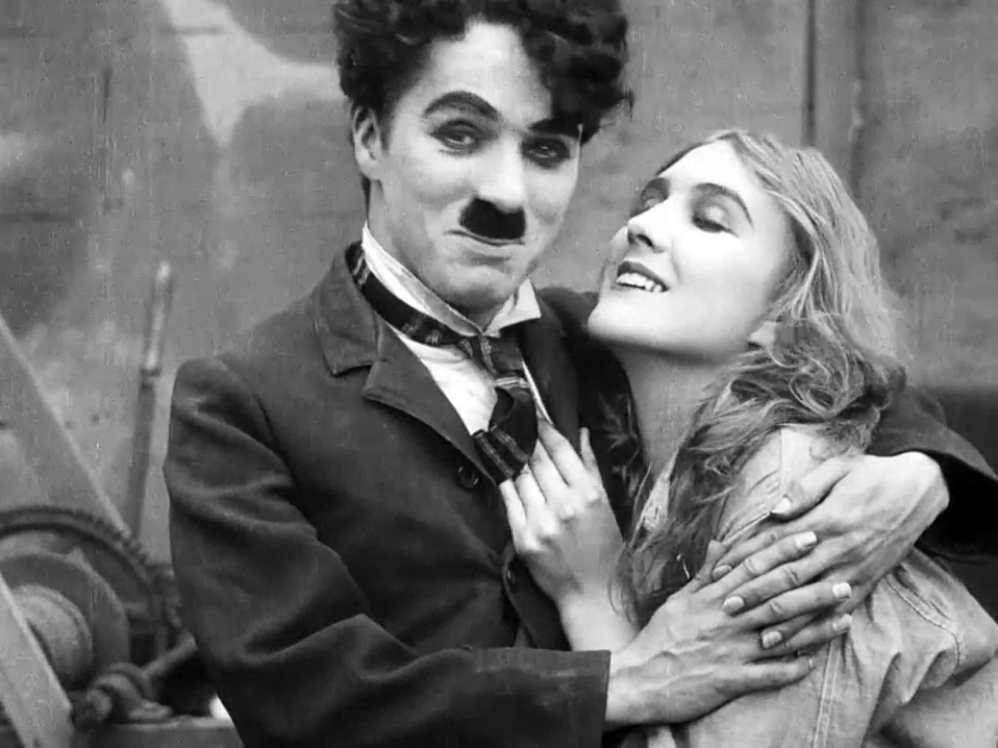
Un «final feliz» en cualquier historia romántica se define a menudo como el triunfo del amor verdadero. En la imagen: fotograma final de Detrás de la pantalla (1916), cortometraje protagonizado por Charles Chaplin y Edna Purviance.

Un «final feliz», en ocasiones expresado en inglés como «happy ending», es el desenlace argumental de una obra de ficción satisfactorio y provechoso para sus protagonistas, sus coprotagonistas y el resto de personajes, excepto para los antagonistas o villanos. En las historias en las que los protagonistas corren peligro físico, el «final feliz» suele consistir en que sobreviven y concluyen con éxito su misión o aventura. El «final feliz» de aquellas historias en las que no hay peligro físico se define a menudo como el triunfo del amor verdadero a pesar de las dificultades que puedan obstaculizar su camino. A menudo se combinan en una misma historia ambas facetas, resultando un «final feliz» con éxito en la aventura y consumación del amor.

## Características
Los finales felices no son verdaderos finales porque son abiertos, al contrario que en las tragedias, que concluyen con muerte o locura. Por eso defendió Sócrates al final de El banquete de Platón que era la tragedia el género teatral que más se parecía a la verdad y no la comedia. 
Los finales felices son satisfactorios para el público, en tanto que por empatía se siente recompensado junto a los personajes con los que ha simpatizado. Una crítica de The Times sobre El espía que surgió del frío de John le Carré censuró fuertemente al autor por no proporcionar un final feliz, dando razones inequívocas, según la opinión del crítico, compartida por gran parte de los lectores, sobre por qué era necesario un final así: «El héroe debe triunfar sobre sus enemigos, tan seguro como que Juanito debe matar al gigante en el cuento infantil. Si el gigante matara a Juanito habríamos perdido todo el sentido de la historia».
Un «final feliz» solo requiere que la historia acabe bien para los personajes principales, aquellos por los que la audiencia se preocupa. Otros personajes secundarios pueden fallecer, incluso desaparecer millones de personajes de fondo en guerras o catástrofes: siempre y cuando los personajes con los que empatice el público sobrevivan, triunfen o amen, puede considerarse que la historia tiene un «final feliz». Roger Ebert comentó irónicamente en su crítica de la película The Day After Tomorrow, de Roland Emmerich: «Miles de millones de personas pueden haber muerto, pero al menos los personajes principales han sobrevivido [...]. Los Ángeles se ve afectado por varios tornados, Nueva York está enterrado bajo el hielo y la nieve, el Reino Unido está congelado, y gran parte del hemisferio norte ha sido destruido. Gracias a Dios que Jack, Sam, Laura, Jason y la Dra. Lucy Hall sobreviven, junto con el pequeño paciente de cáncer de la Dra. Hall».
Un buen «final feliz» da por cerrada definitivamente la historia, lo que no es un buen punto de partida para la creación de una secuela, por lo que si motivos comerciales determinan a posteriori su creación es posible que el argumento deba partir de una peripecia posterior al «final feliz». En otras ocasiones el final de la historia original deja una «puerta abierta» a la previsible secuela. Por ejemplo, al final de El rey león, Simba derrota a Scar, se convierte en rey, se casa y tiene una hija, Kiara, dando así forma a El rey león II: el tesoro de Simba.

## En el teatro clásico
La presencia de un «final feliz» es uno de los puntos clave que permite distinguir la comedia o el melodrama de la tragedia.
La noción de lo que es un final feliz varía a lo largo de la historia. La conversión forzada de Shylock al cristianismo en El mercader de Venecia puede ser interpretada como un «final feliz», en tanto que como cristiano no podía imponer interés, desmontando sus planes en la obra y poniendo fin a su rivalidad con Antonio; y lo que es más importante: el público contemporáneo veía el ser cristiano como un medio para la salvación del alma de Shylock, por lo que la conversión, aun forzada, sería un buen final para él. Del mismo modo, basándose en las asunciones dominantes en la sociedad sobre el papel de la mujer en el momento de su escritura, el final de La fierecilla domada, que concluye con la quiebra de la rebeldía de Catalina y su transformación en una esposa obediente, podría contar como un final feliz.[cita requerida]
En otras épocas posteriores, los finales de las tragedias clásicas, como Macbeth o Edipo rey, en los que la mayoría de los personajes principales terminan muertos, desfigurados o desfavorecidos, no eran aceptados por el público. En el siglo XVIII, el autor irlandés Nahum Tate pretendió «mejorar» El rey Lear de Shakespeare con una versión en la que sobrevive Lear y Cordelia se casa con Edgardo. La mayoría de los críticos posteriores no han visto las enmiendas de Tate como una mejora a la historia. Del mismo modo, se han llegado a escribir finales felices para Romeo y Julieta u Otelo.

## En los cuentos de hadas
Del mismo modo que los cuentos de hadas suelen comenzarse con «Érase una vez...», en ellos todo «final feliz» se resume perfectamente con la frase habitual para darlos por terminados: «y vivieron felices para siempre». En español es frecuente la fórmula rimada «fueron felices y comieron perdices [y a mí no me dieron porque no quisieron]», original de los cuentos de Calleja. Del mismo modo, en ruso los cuentos de hadas suelen terminar con la fórmula «vivieron mucho tiempo y felizmente, y murieron juntos y el mismo día». En Las mil y una noches se emplea una fórmula similar: «vivieron felices hasta que vino a ellos aquel que destruye toda la felicidad», es decir, la muerte.